# Rosa aharbalensis
Rosa aharbalensis es una especie de planta del género Rosa, de la familia Rosaceae.

## Taxonomía
Rosa aharbalensis fue descrita por I. A. Wani, K. Singh y Gairola en 2024.

## Distribución
Se encuentra en el territorio del Himalaya occidental.